# Ferdo Delak
Ferdo Delak, slovenski režiser, organizator in publicist, * 29. junij 1905, Gorica, † 16. januar 1968, Ljubljana.
Delak je študiral na Filozofski fakulteti v Ljubljani in se kasneje izpopolnjeval na Dunaju, Berlinu, Pragi in Parizu. Diplomiral je na umetniški akademiji Mozarteum v Salzburgu leta 1935.
Delak je bil eden prvih slovenskih avantgardistov in gledaliških revolucionarjev. Ustanovil je Novi oder v Ljubljani in mednarodno avantgardistično revijo Tank. Obšel je domala vsa slovenska in jugoslovanska gledališča in je bil dvakrat tudi urednik Hrvaškega narodnega gledališča. Poleg tega je deloval tudi v drugih hrvaških gledališčih. Krajši čas je bil angažiran tudi v ljubljanski Drami in Operi.
Leta 1932 je režiral drugi slovenski igrani film Triglavske strmine, ki je njegov edini ohranjeni film – Slovanski plesi, s katerimi je leta 1934 dokumentiral Festival slovanskih plesov v okviru vsakoletnega Ljubljanskega sejma, so se izgubili.
Bil je bratranec tigrovca Danila Zelena.